# Singularita (Hvězdná brána)
Singularita je 15. epizoda 1. řady sci-fi seriálu Hvězdná brána.

## Děj
SG-1 cestuje hvězdnou bránou na planetu P8X-987, kde se další tým SG-7 připravoval pozorovat černou díru. Po příchodu zjistí, že podivná nemoc vyhubila celou planetu s výjimkou malé dívky jménem Cassandra.
Plukovník Jack O'Neill a Teal'c zůstanou na planetě a kapitán Samantha Carterová a Dr. Daniel Jackson se vrátí na Zemi s dívkou. Carterová se s Cassandrou sblíží a je šokována, když zjistí, že bolesti na hrudi, které Cassandra prožívá jsou způsobeny kovovým zařízením umístěným blízko srdce dítěte.
Dr. Warner a Carterová zjistí, že Goa'uldi umístili do dívky zařízení jako součást plánu, kterým je zničit pozemskou hvězdnou bránu a SGC. Dr. Warner zjistí, že podle buněčného rozpadu tkáně nálož vybuchne za necelé dvě hodiny. Zařízení nelze vyjmout, aniž by Cassandru nezabili. Generál George Hammond navrhuje dopravit Cassandru zpět na její planetu a povoluje Carterové a týmu SG-4, aby se tam s ní vydali.
Mezitím O'Neill s Teal'cem pozorují na planetě zatmění a blízkou černou díru. Když náhle spatří podivný objekt, kterým se ukáže být goa'uldská mateřská loď. Když na oba muže zaútočí bojové letouny, běží k hvězdné bráně. Teal'c během cesty informuje O'Neilla, že goa'uld Nirrti jednou poslal mírového emisara, aby jednal o hvězdné bráně. Jednání však bylo jen trikem a brána byla výbuchem zničena, jakmile do ní emisar vstoupil. O'Neillovi dojde, že s Cassandrou by to mohlo být podobné. Oběma mužům se za neustálých útoků bojových letounů podaří projít hvězdnou bránou zpět na Zemi. V SGC, kde se právě Carterová s Cassandrou a SG-4 připravovali k odchodu, na poslední chvíli přerušili zadávání adresy. Cassandra náhle upadne do kómatu. O'Neill s Teal'cem probíhají bránou a přikazují, ať je Cassandra odvedena co nejdál od brány.
O'Neill navrhuje odvézt dívku do nedalekého opuštěného zařízení. SG-1 se tam spolu s Cassandrou vydává. Když dorazí na místo, O'Neill chce odvézt Cassandru výtahem do bunkru sám. Carterová však trvá na tom, že půjde ona. O'Neill souhlasí a Carterová jede s Cassandrou do podzemí. Cassandra se ve výtahu probírá a cítí se mnohem lépe. Když obě z výtahu vystoupí, chce Carterová odejít a slibuje, že se za chvíli vrátí. Carterová jede výtahem nahoru a Cassandra ji volá. Po několika patrech si to Carterová rozmyslí a vrací se dolů. Když to O'Neill zjistí, přikazuje jí, aby se okamžitě vrátila nahoru. Carterová O'Neilla informuje o tom, že Cassandra je vzhůru, a že ji nenechá samotnou. Ostatním členům SG-1 je jasné, že Carterová raději zemře, než by dívku opustila. Do exploze zbývá jenom pár sekund. O'Neill sleduje odpočet na hodinkách. Když čas vyprší, nic se neděje. Vše nasvědčuje tomu, že k výbuchu nedošlo. O'Neill s nadějí v hlase volá Carterovou. Carterová se ozve a sděluje, že jsou obě živé a k výbuchu vůbec nedošlo. Carterová odhaduje, že se tak salo proto, že odvezli Cassandru dostatečně daleko od hvězdné brány.
SG-1 se vrací zpět na základnu a ukazuje se, že zařízení v Cassandřině těle se začalo zmenšovat a nakonec se zcela vstřebalo. Nyní je dívka zcela v pořádku. Je rozhodnuto, že Cassandra bude zatím bydlet u Dr. Fraiserové.